# Pierre Moulu
Pierre Moulu (1484 circa – 1550 circa) è stato un compositore fiammingo del Rinascimento, attivo in Francia e probabilmente a Parigi. Era un componente della Scuola franco fiamminga.

## Biografia
Molto poco si conosce della sua vita, ma da alcuni elementi delle sue composizioni si può pensare che abbia fatto parte della Cappella reale di Francia nei primi due decenni del XVI secolo, e che operava nella Cattedrale di Meaux, nella Marna orientale vicino a Parigi. Compose musiche per eventi cerimoniali, per esempio una lamentazione per la morte della regina Anna di Bretagna (1514) e un mottetto nel quale elenca tutti i compositori più celebrati in Francia, in ordine cronologico e terminante con Josquin. Documenti presenti nell'archivio Vaticano (1505–1513) aiutano a stabilire la sua identità, in quanto indicano che "Petrus Moulu" ebbe diverse cariche ecclesiastiche alla Cattedrale di Meaux. Egli potrebbe aver composto la sua messa Stephane gloriose, per la cattedrale di St Etienne (Santo Stefano) in quella città.

## Musica
La musica di Moulu fu chiaramente influenzata da quella di Josquin, e nonostante Pierre Ronsard scrisse che Moulu studiò con Josquin, nessuna evidenza cartacea conferma questa ipotesi. Il mottetto Anxiatus est in me spiritus meus, che lamenta la morte della regina Anna, è modellato sulla similare e molto più famosa composizione scritta da Josquin in occasione della morte di Ockeghem, La Déploration sur la mort Ockeghem. La musica di Moulu mostra uno stile di pervasiva imitazione  e semplice polifonia con voci esattamente uguali, assai prevalenti nella generazione successiva a Josquin (pienamente esemplificata nella musica di Nicolas Gombert).
Delle composizioni di Moulu sono pervenute cinque messe, la più famosa delle quali è quella basata sull'antifona mariana Alma Redemptoris Mater, che può essere cantata in due modi diversi: con o senza pause lunghe più di un quarto. L'ultima scoperta è la massa Paranymphus, basata su un mottetto di Loyset Compère. Oltre alle messe, Moulo compose mottetti e chanson, alcuni dei quali di dubbia paternità ( Mouton e Josquin vengono spesso proposti come compositori di alcuni di questi pezzi).

### Messe
1. Missa Alma Redemptoris mater, 4vv
2. Missa Missus est Gabriel angelus (basata sul mottetto di Josquin), 4vv
3. Missa Mittit ad virginem, 4vv
4. Missa Paranymphus (basata sul mottetto di Compère), 4vv
5. Missa Stephane gloriose, 4vv

### Mottetti
1. Adest nobis dies laetitiae, 4vv;
2. Alleluia, Regem ascendentem, 4vv;
3. Domine Dominus noster, 4vv; (di Mouton)
4. Fiere atropos, 5vv;
5. Induta est caro mea, 4vv;
6. In hoc ego sperabo, 3vv;
7. In illo tempore, 4vv; (probabile di Mouton)
8. In omni tribulatione, 4vv; (di Mouton)
9. In pace, 5vv;
10. Mater floreat florescat, 4vv;
11. Ne projicias, 6vv;
12. Oculi omnium, 3vv;
13. O dulcis amica Dei, 5vv;
14. Oremus pro conctis, 4vv;
15. Quam dilecta, 3vv;
16. Quam pulchra es 4vv; (attribuita anche a Mouton)
17. Regina caeli, 4vv;
18. Salve Barbara martyr, 7vv;
19. Salve regina Barbara, 4vv;
20. Sancta Maria, Dei mater, 4vv; (solo voci alte)
21. Saule, Saule, quid me persequeris, 4vv; (di Jean le Brung)
22. Sicut malus, 3vv;
23. Tu licet (same as the 'Crucifixus' dalla Missa Alma Redemptoris mater), 2vv;
24. Virgo carens criminibus, 4vv; (di Andreas de Silva)
25. Vivo ego, 3vv;
26. Vulnerasti cor meum, 5vv.

### Chanson
1. Amy souffrez, 3vv; (di Heinrich Isaac)
2. Au bois, au bois, madame, 4vv;
3. En despit des faux mesdisans, 6vv;
4. Et dout venès vous, 3vv;
5. Hellas, hellas madame, 4vv;
6. J'ay mis mon cueur, 7vv; (probabile di Descaudain)
7. La rousée de moys de may, 6vv; (di Mouton)
8. N'aymés jamais ces gens, 3vv;
9. Voicy le may, 4vv.

Inoltre alcuni pezzi di Moulu sono pervenuti senza testo. Per esempio, nel 1592, un esteso canone a tre voci compare in Prattica de musica di Lodovico Zacconi, sotto il nome di 'Pietro Molu'. Questo canone era stato già pubblicato nel 1503, edito da Petrucci, e pertanto l'asttribuzione a Mouluè molto improbabile.

## Registrazioni
- Capilla Flamenca, The A-La-Mi-Re Manuscripts, Flemish Polyphonic Treasures for Charles V.  Naxos CD 8.554744.  Contains the motet Mater floreat florescat.
- The Brabant Ensemble, Stephen Rice (conductor), Missa Alma redemptoris & Missus est Gabriel, Hyperion Records, Hyperion CDA 67761